# Mòng biển mỏ vòng
Mòng biển mỏ vòng (Larus delawarensis) là một loài chim trong họ Laridae.

## Miêu tả
Chim trưởng thành dàu 49 cm và với sải cánh dài 124 cm. Đầu, cổ và phần dưới bụng có màu trắng; mỏ tương đối ngắn màu vàng với một vòng nhẫn tối; lưng và cánh có màu xám bạc; và chân có màu vàng. Mắt có màu vàng với viền đỏ. Mòng biển này phải mất ba năm để đạt được bộ lông như chim sinh sản; màu lông thay đổi với mỗi thay lông mùa thu.

## Môi trường sống
Môi trường sống sinh sản của chúng là gần hồ, sông, hay bãi biển ở Canada và bắc Hoa Kỳ. Chúng làm tổ thành đàn trên mặt đất, thường trên các đảo. Loài mòng biển này có xu hướng trung thành với địa điểm làm tổ của chúng, nếu không thì cũng chung thủy với bạn đời của mình, từ năm này sang năm khác.
Chúng cư và thường là di chuyển về phía nam đến Vịnh Mexico và Đại Tây Dương và bờ biển Thái Bình Dương của Bắc Mỹ, cũng Ngũ đại hồ.
Mòng biển này là một kẻ lang thang thường xuyên đến Tây Âu. Tại Ireland và Anh loài này không còn được xếp vào loại hiếm có, với một số cá thể chim thường xuyên trú đông ở các nước này.